# العرش (الشعر)

تعديل مصدري - تعديل

العرش محلة تابعة لقرية العمقي، التابعة لعزلة القابل الاعلى بمديرية الشعر إحدى مديريات محافظة إب في الجمهورية اليمنية، بلغ تعداد سكانها 81 حسب تعداد اليمن لعام 2004.